# Алькамо
А́лькамо (итал. Alcamo) — город в южной Италии, на северо-западе острова Сицилия в провинции Трапани.
Покровительницей города почитается Дева Мария Чудес (Madonna dei miracoli). Праздник города 21 июня.

## История
Город основан в 828 году мусульманским предводителем Аль-Камуком (в честь которого был назван). По другим источникам основан около 972 года. Первое христианское поселение, окончательно покинутое в XIV веке, находилось около остатков башни и водного резервуара.
Первое документированное упоминание об Алькамо в трудах арабского географа Идриси относится к 1154 году. Ибн Джубайр описывает город как белед (город с мечетью и рынком). В Средние века Алькамо был в основном населён мусульманами, но после норманнского завоевания Сицилии, начавшегося в 1060 году, их численность пошла на убыль. Серия арабских бунтов с 1221 по 1243 годы вынудила Фридриха II переселить большинство арабского населения в Лучеру на материке, а город был заселён христианами. Тогда же родился итальянский поэт Чьело д’Алькамо.
Городом управляли вассалы Неаполитанского королевства, пока в 1618 году Витториа Колонна не продал город принцу Роккафиорита Пьетро Бальсамо за 2 000 скудо.
В XIV веке население Алькамо составляло около 3 000 жителей. В конце XVI века город опустел из-за эпидемии чумы, но постепенно население увеличилось и в 1798 году в Алькамо проживало 13 тыс. человек. Через 4 года вассальная зависимость была отменена, и город стал владением короля. В 1829 году от эпидемии холеры и в 1918 году от «испанки» погибло много горожан.
Во время революции 1860 года (см. Рисорджименто) многие горожане выступили за объединение Италии и поддержали Гарибальди, участвовали в его экспедиции на юг Италии.
Во время Второй мировой войны войска союзников вступили в Алькамо 21 июля 1943 года и без боя освободили город.

## Достопримечательности
- Замок графов Модика (XIV век). Имеет ромбический план с 4 башнями — две четырёхугольные и две цилиндрические. В северной части многостворчатое окно с колонками в готическом стиле.
- Собор (XVIII век) с произведениями скульпторов Доменико и Антонелло Гаджини, Джакомо Серпотты, а также фресками Гульельмо Борреманса.

## Галерея
- Замок в Алькамо
- Панорама города с запада